# Дели Ганеш
Ганесан Махадеван, более известный под сценическим именем Дели Ганеш (там. டெல்லி கணேஷ்; 1 августа 1944, Килапавур, Британская Индия — 9 ноября 2024, Ченнаи) — индийский актёр, снимавшийся преимущественно в фильмах на тамильском языке. Лауреат кинопремии штата Тамилнад.

## Биография
Родился 1 августа 1944 года в семье Махадевана и Пичу в Килаппавуре (округ Тирунелвели), который был родным городом его матери. Его отец был школьным учителем. Ганеш потерял мать в возрасте трех лет и вырос в доме деда по отцу в Валланаду. После окончания школы переехал в Мадурай, где устроился на работу в TVS Motor Company.
В 1964 году он вступил в Военно-воздушные силы Индии и прослужил там десять лет. Развлекая в больнице раненных во время третьей Индо-Пакистанской войны, Ганеш открыл в себе интерес к актёрской игре. Оставив службу, он в первый раз вышел на сцену театра, сыграв небольшую роль летчика в 30-минутной тамильской пьесе. Продолжая играть он постепенно дошел до профессиональной театральной сцены, став незаменимым актёром в постановках театра «Дакшина Бхарата Натак Сабха», которым руководили тамилы, проживающие в Дели.
Женившись на своей кузине, он переехал в Ченнаи, где некоторое время работал стенографистом в Продовольственной корпорации Индии. В Ченнаи он присоединился к труппе Катади Рамамурти и сыграл Куселара в пьесе «Dowry Kalyana Vaibhogame» драматурга Вису. Спектакль имел большой успех и выдержал более ста постановок подряд. Вскоре после этого режиссёр К. Балачандер решил перенести на большой экран другую пьесу Вису — Pattina Pravesam, о четырех братьях, которые перебираются в город из деревни. Драматург попросил Балачандера, чтобы старшего сына сыграл Ганеш, исполнивший эту роль в пьесе, и тот, посмотрев его выступление в театре, согласился. Режиссёр дал Ганешу прозвище «Дели», чтобы его не путали с другими актерами с таким же именем, такими как Шиваджи, Джемини и Джай.
В 1979 году Ганеш снялся в фильме Pasi, сыграв велорикшу, который, несмотря на то, что является кормильцем большой семьи, спускает все деньги на алкоголь. То, как естественно он говорил на мадрасском наречии, показало его как прирожденного актёра. В итоге его игра была отмечена специальным призом кинопремии штата Тамилнад.
Актёр сыграл главную роль в драме Engamma Maharani (1981), изобразив счастливого семьянина, жизнь которого рушится, когда он влюбляется в фотомодель. Когда Т. В. Гопалакришнан, который должен был исполнить в Sindhu Bhairavi (1985) роль игрока на мриданга, отказался играть пьяницу, Ганеш взялся за неё и после усердных репетиций в течение нескольких дней, блестяще справился.
Зрителям особенно запомнились его экранные выступления в паре с Камалом Хасаном, среди которых антагонист Фрэнсис в боевике «Такие разные братья» (1989), чудаковатый повар в Michael Madana Kama Rajan (1990) и комический персонаж в Avvai Shanmugi (1996). В криминальной драме «Герой» (1987) Ганеш сыграл верного помощника, который поддерживает главного героя, когда тот поднимается от контрабандиста до дона преступного мира. Актёр исполнил похожую роль в фильме 2022 года «Лес был выжжен». 
За свою карьеру Ганеш снялся в более чем 400 фильмах на тамильском, телугу и малаялам, а также в нескольких сериалах и короткометражных фильмах, например, сыграл индийскую версию Альфреда Пенниуорта в короткометражке What If Batman Was from Chennai?. В последний раз он появился на экране в боевике Indian 2 в июле 2024 года.
Актёр скончался 9 ноября 2024 года в возрасте 80 лет. У него остались жена, две дочери и сын Махадеван.